# Patersberg
Patersberg település Németországban, Rajna-vidék-Pfalz tartományban. Lakosainak száma 332 fő (2023. december 31.). Patersberg Bornich, Reichenberg és Sankt Goarshausen községekkel határos.

## Népesség
A település népességének változása:
| Lakosok száma | 525  | 380  | 364  | 352  | 341  | 332  |
|               | 1975 | 2017 | 2019 | 2021 | 2022 | 2023 |